# Cynoglossum nebrodense
Cynoglossum nebrodense är en strävbladig växtart. Cynoglossum nebrodense ingår i släktet hundtungor, och familjen strävbladiga växter.

## Underarter
Arten delas in i följande underarter:
- C. n. lucanum
- C. n. nebrodense